# Тіяна Янкович
Тіяна Янкович (серб. Тијана Јанковић; нар. 19 травня 1996) — сербська футболістка, захисниця російського клубу ЦСКА (Москва) та національної збірної Сербії.

## Життєпис
Першим футбольним клубом в кар'єрі стала «Црвена Звезда», але через відсутність ігрової практики перейшла в «Слогу». Восени 2019 року виступала в оренді за «Помур'є».
Виступала за юнацьку та молодіжну збірні Сербії. 27 жовтня 2020 роки провела перший матч за збірну Сербії, вийшовши на заміну на 8 хвилин, у товариському матчі проти збірної Болгарії. У лютому 2021 року на Турецькому кубку виходила в основі проти збірних: Індії, України та Росії.
У березні 2021 року перейшла до ЦСКА, з яким украла 3-річний контракт.